# 守宮 (妖怪)

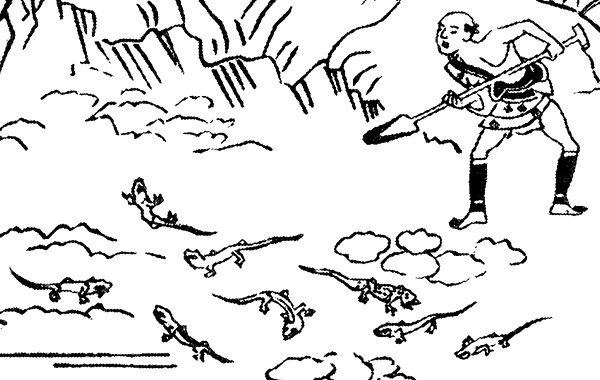
浅井了意『伽婢子』より『守宮の妖』

守宮（いもり）とは、日本の妖怪の一種で、戦乱で死んだ武士の霊が、守宮という小人の妖怪となって井戸の周りに住み着くというもの。浅井了意による江戸時代の怪異小説集『伽婢子』に記述がある。漫画家・水木しげるの著書では「井守」と表記されている。読みは「いもり」だが、実際には両生類のイモリではなく爬虫類のヤモリの怪異を描いたものである。

## 概要
越前国湯尾（現・福井県南条郡南越前町）でのこと。塵外という僧が湯尾の城跡の庵で書見をしていたところ、身長4-5寸（約12-15センチメートル）の小人が現れて話しかけてきた。塵外は僧だけあって驚くことなく書見を続いていると、その小人は塵外の無礼を責め、その声に応じて何人もの小人が現れて襲いかかってきた。さすがに塵外はたまらずに逃げ出した。
塵外が村人にこの話をすると、かつて戦で城が落ちた際、死んだ武士の魂が古井戸に住み着いたということだった。塵外はその場所に行ってみると、話の通り無数の守宮（ヤモリ）がいた。塵外が経文を唱えて弔うと、たちまち守宮は滅び去った。
災いは消えたものの、塵外は守宮を憐れに思い、その亡骸を村人たちとともに丁重に葬ったという。